# Singen (Hohentwiel)
Singen (Hohentwiel) er en by i den sydlige del af den tyske delstat Baden-Württemberg, omkring 30 kilometer nordvest fra Konstanz og 20 kilometer nordøst for Schaffhausen (Schweiz). Singen er efter Konstanz den næststørste by i Landkreis Konstanz og er center for de omviende kommuner i landskabet Hegau.

## Geografi
Singen ligger i vestenden af landskabet Hegau, nordvest for Bodensee ved foden af det vulkanske bjerg Hohentwiel, der hører til Hegaubjergene. Mellem byen og Hohentwiel løber floden Radolfzeller Aach, som har sit udspring i kommunen Aach, nordøst for Singen (Vandet stammer fra en nedsivning af Donau ved Fridingen, 20 kilometer øst for Donaueschingen ), og som forlader Singens område vest for Radolfzell og munder ud i Bodensee.

### Nabokommuner
Følgende byer og kommuner grænser til Singen (Hohentwiel): Hilzingen, Mühlhausen-Ehingen, Volkertshausen, Steißlingen, Radolfzell am Bodensee, Moos, Öhningen og Rielasingen-Worblingen (alle Landkreis Konstanz).

### Inddeling
Singen består af hovedbyen og de 1970'erne indlemmede, tidligere selvstændige kommuner:
- Beuren an der Aach (1030 indbyggere)
- Bohlingen (1830 indbyggere)
- Friedingen (1423 indbyggere, 31. dec. 2009)
- Hausen an der Aach
- Schlatt unter Krähen (1119 indbyggere, 1. jan. 2008)
- Überlingen am Ried.

Til nogle bydele høre også mindre bebyggelser:
- Til Singen: Bruderhof, Am Duchtlinger Berg, Heinrich-Weber-Siedlung, Hohentwiel, Remishof, Waldheim
- Til Bohlingen: Ziegelhof
- Til Friedingen: Burg Friedingen, Leprosenhaus, Neuhaus, Riedmühle, Schlosshof
- Til Hausen an der Aach: Dornermühle
- Til Überlingen am Ried: Gaisenrain

### Kendte indbyggere
- Julius Weismann (1879–1950), Komponist
- Otto Dix (1891–1969), Maler, Grafiker
- Ernst Mayer (1901–1952), Politiker for FDP/ DVP og Journalist
- Volker Kauder (* 1949), Jurist, Politiker, MdB (CDU), tidligere generalsekretær for CDU, formand for CDU/CSU-Bundestagsfraktion
- Johan Neeskens (* 1951), hollendsk fodboldspiller (WM 74) og tidligere træner for FC Singen 04

## Literatur
- Badisches Städtebuch; Band IV 2. Teilband aus "Deutsches Städtebuch. Handbuch städtischer Geschichte – Im Auftrage der Arbeitsgemeinschaft der historischen Kommissionen und mit Unterstützung des Deutschen Städtetages, des Deutschen Städtebundes und des Deutschen Gemeindetages, hrsg. von Erich Keyser, Stuttgart, 1959.
- Das Singener Rathaus. Zur Einweihung am 30. Oktober 1960. Herausgegeben von der Stadt Singen (Hohentwiel) (1960), 82 S.
- Das jährlich im MARKORPLAN-Verlag erscheinende Singener Jahrbuch mit Singener Chronik.
- Wilhelm J. Waibel: Schatten am Hohentwiel: Zwangsarbeiter und Kriegsgefangene in Singen, Konstanz 1995, ISBN 3-926937-22-X.
- Michael S. Berchmann: Es geschah in Singen (Hohentwiel): Ein Bilderbuch aus dem Herzen der Stadt in den Jahren 1949 bis 1991, Bonn 1998, ISBN 3-9805081-6-1.
- Herbert Berner und Reinhard Brosig (Hrsg.): Singener Stadtgeschichte. 3 Bde. Sigmaringen: Thorbecke; teilw. Konstanz: Südkurier, 1987/94, ca. 1650 S.

## Eksterne kilder og henvisninger
1. ↑  Tysk Wikipedia:Donauversinkung

- Wikimedia Commons har flere filer relateret til Singen (Hohentwiel)
- Internetpräsenz der Stadt Singen